# Miniaturas de licor

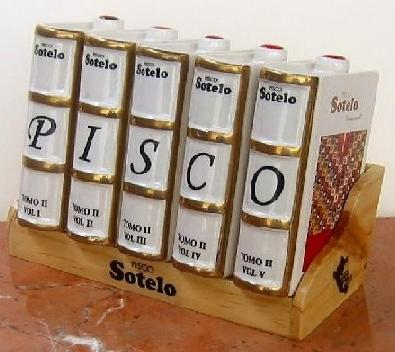
Miniaturas de Pisco, Lima 2004.

Las primeras miniaturas de licores aparecieron a finales del siglo XIX, con la creación de las primeras destilerías industriales. Con estas, surgieron las primeras marcas comerciales. La necesidad de diferenciar a unas marcas de otras, y así aumentar las ventas, hizo que los distintos productores recurrieran a distintos medios para promocionar sus productos. En esa época, los medios publicitarios convencionales eran muy limitados, por lo que se desarrolló la entrega de pequeñas muestras de las bebidas que vendían o representaban a los posibles compradores, a fin de que pudiesen comprobar la calidad de los distintos productos. Estas muestras se distribuían en muy pequeñas cantidades y directamente a los posibles compradores.
De unas primeras botellas toscas sin ninguna relación con las botellas grandes, se fue pasando poco a poco a botellas que incluían una reproducción de la etiqueta de la botella grande y que intentaban reproducir su forma, por la toma de conciencia de que la botella en si podía ser un objeto publicitario.
Esta práctica fue surgiendo en la misma época en todos aquellos países con una notable industria de bebidas alcohólicas, ya que en todos tenían el mismo tipo de problemas. En países con menor presencia de estas industrias, el fenómeno de las miniaturas es mucho más reciente, y se ha producido más como consecuencia de su uso comercial, que de su original uso publicitario.

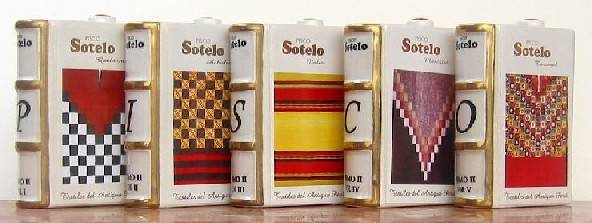
Miniaturas de Pisco, Lima 2004.

La producción de botellas de miniaturas se desarrolló en los años 50 y 60 cuando se empezaron a usar con fines de consumo, y no meramente publicitarios. Un nuevo formato de consumo había surgido de lo que originariamente era un simple medio de promoción comercial. Desde entonces se pueden encontrar miniaturas en todo tipo de comercios, bares, hoteles, aviones, trenes, etc. y como objeto material que son, las miniaturas son un elemento tan susceptible de colección como cualquier otro.

## Características
Así llegamos a un mundo en el que se tienen en cuenta las más variadas características de cada botella:
- Su etiqueta,
- Su tapón,
- La forma de la botella,
- La graduación,
- El tipo de licor,
- El material con que están hechas,
- El país de origen.

Y muchas otras características que definen a cada botella.
Poco a poco, botella a botella se van creando esas colecciones llenas de rarezas, tesoros y piezas únicas, que hacen felices y llenan de satisfacción a los coleccionistas.